# Madonna del Buon Cammino (Altamura)
A Madonna del Buon Cammino egy templom Altamurában, a város peremvidékén.

## Története
A kis templomot a 18-19. században építették neoklasszicista stílusban egy csodatévőnek tartott Madonna-kép elhelyezésére. Nevét onnan kapta, hogy az Altamurába vezető út mentén épült fel, egy korábbi kis kápolna helyén, ahol az utazók megpihentek és a Szűzanyához imádkoztak védelemért. Minden év szeptemberének első hetén nagyszabású ünnepséget szerveznek és a Madonna-képet díszmenetben a katedrálisba viszik.